# جائزة ماليزيا الكبرى للدراجات النارية 2018
جائزة ماليزيا الكبرى للدراجات النارية 2018 هو سباق دراجات نارية أقيم بتاريخ 4 نوفمبر 2018 في حلبة سيبانغ الدولية، سلاغور، ماليزيا. كان الجولة الثامنة عشر من أصل 19 في سباق الجائزة الكبرى للدراجات النارية موسم 2018. فاز مارك ماركيث بفئة الموتو جي بي بينما جاء أليكس رينز في المركز الثاني وحصل على المركز الثالث جوان زاركو. فاز بفئة الموتو 2 الإيطالي لوكا ماريني بينما فاز بفئة الموتو 3 الإسباني خورخي مارتين.